# Сухий Острів
Сухий Острів (біл. вёска Сухы Востров) — село в складі Смолевицького району Мінської області, Білорусь. Село підпорядковане Жодинській сільській раді, розташоване в центральній частині області.